# Joshua Hedberg
Joshua Hedberg (Noblesville, 29 gennaio 2007) è un tuffatore statunitense.

## Biografia
Si allena presso l'Università dell'Indiana.
Nel 2025, ai campionati mondiali di nuoto di Singapore, vince la medaglia di bronzo nel sincro 10 metri in coppia con Carson Tyler.

## Palmarès
- Mondiali

Singapore 2025: bronzo nel sincro 10m